# Centre international des sports, des cultures et des spectacles de Foshan
Centre international des sports, des cultures et des spectacles de Foshan (chinois simplifié : 佛山国际体育文化演艺中心 ; chinois traditionnel : 佛山國際體育文化演藝中心) est une salle multifonctionnelle située au district de Shunde, dans la ville de Foshan, dans la province de Guangdong, en Chine. Il accueille 10 matches du Coupe du monde masculine de basket-ball 2019.